# Maciço do Giffre
O Maciço do Giffre ou Pré-Alpes do Giffre (em francês:  Massif du Giffre e em italiano:  Prealpi del Giffre) é um maciço  dos Alpes Ocidentais, grupo dos Pré-Alpes da Saboia,  que está situado no departamento francês da Alta-Saboia, e no Cantão do Valais da Suíça. Tem como ponto culminante o Haute Cime, o cume mais elevado dos Dents du Midi, a 3257 m de altitude.

## Situação
O maciço pode ser dividido em:
- cordilheira dos Dents du Midi, que constituem a parte setentrional do maciço, e que, mais a norte, se prolonga nos Alpes Berneses
- a Haut-Giffre, e Leste, que têm em frente as Aiguilles Rouges e o Maciço do Monte Branco
- o maciço de Sixt, a Noroeste, que têm em frente o Maciço do Chablais
- o maciço do Faucigny, a Sudoeste que têm em frente o Maciço des Aravis

## Desportos
Além de outras mais familiares, o maciço tem quatro boas estações de desportos de inverno como Flaine, Morillon, Samoëns, e Les Carroz.

## SOIUSA

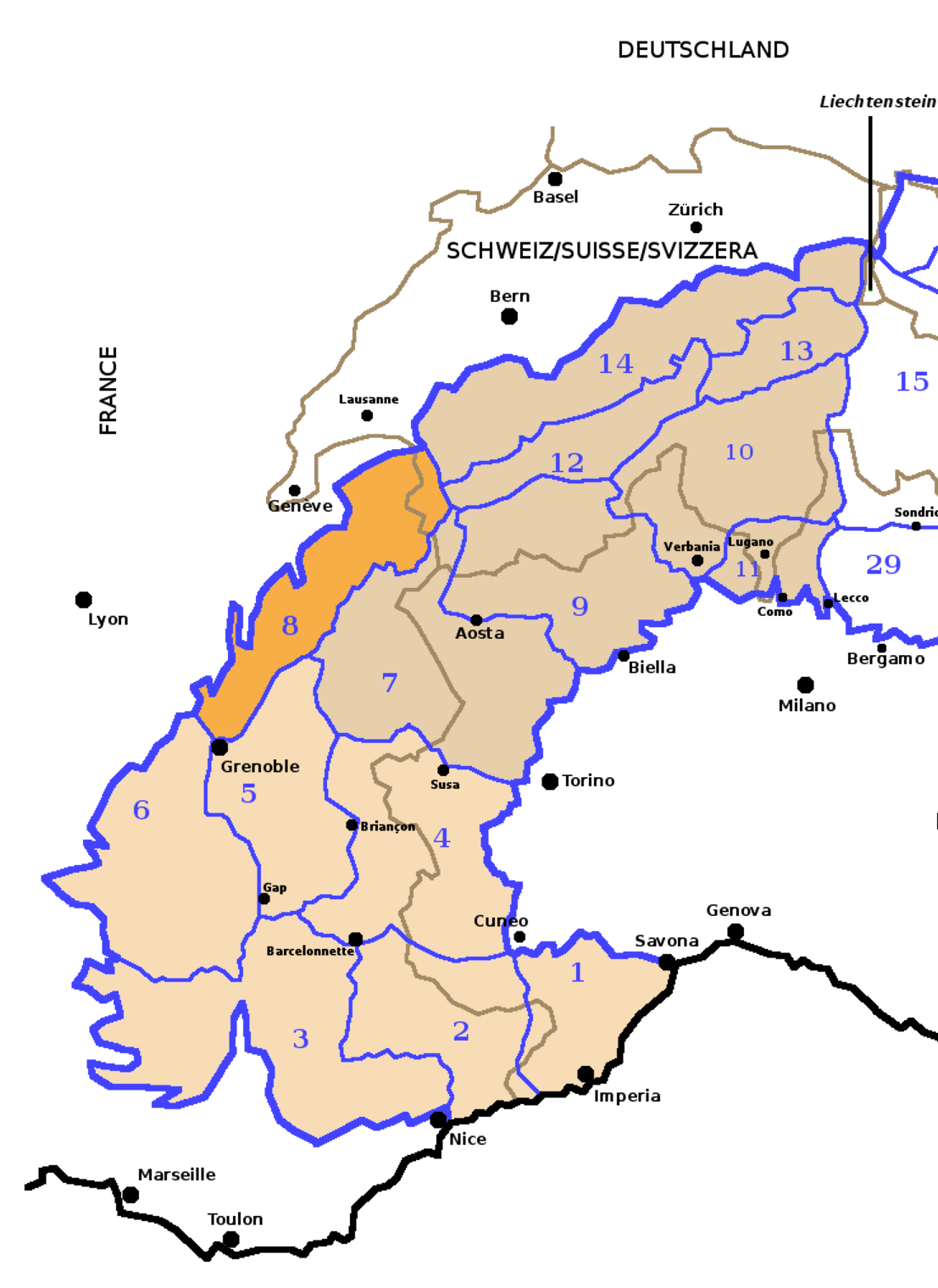
Zona de localização 8

A Subdivisão Orográfica Internacional Unificada do Sistema Alpino (SOIUSA) criada em 2005, dividiu os Alpes em duas grandes partes:Alpes Ocidentais e Alpes Orientais, separados pela linha formada pelo  Rio Reno - Passo de Spluga - Lago de Como - Lago de Lecco.
Segundo a SOIUSA, os  Pré-Alpes da Saboia são formados pelo conjunto de Aiguilles Rouges, Pré-Alpes do Giffre, Pré-Alpes do Chablais, Pré-Alpes de Bornes, Pré-Alpes de Bauges, e Pré-Alpes da Chartreuse.

### Classificação  SOIUSA
Assim os Pré-Alpes do Giffre são  uma Sub-secção alpina  com a seguinte classificação:
- Parte = Alpes Ocidentais
- Grande sector alpino = Alpes Ocidentais-Norte
- Secção alpina = Pré-Alpes da Saboia
- Sub-secção alpina =  Pré-Alpes do Giffre
- Código = I/B-8.II

## Imagens

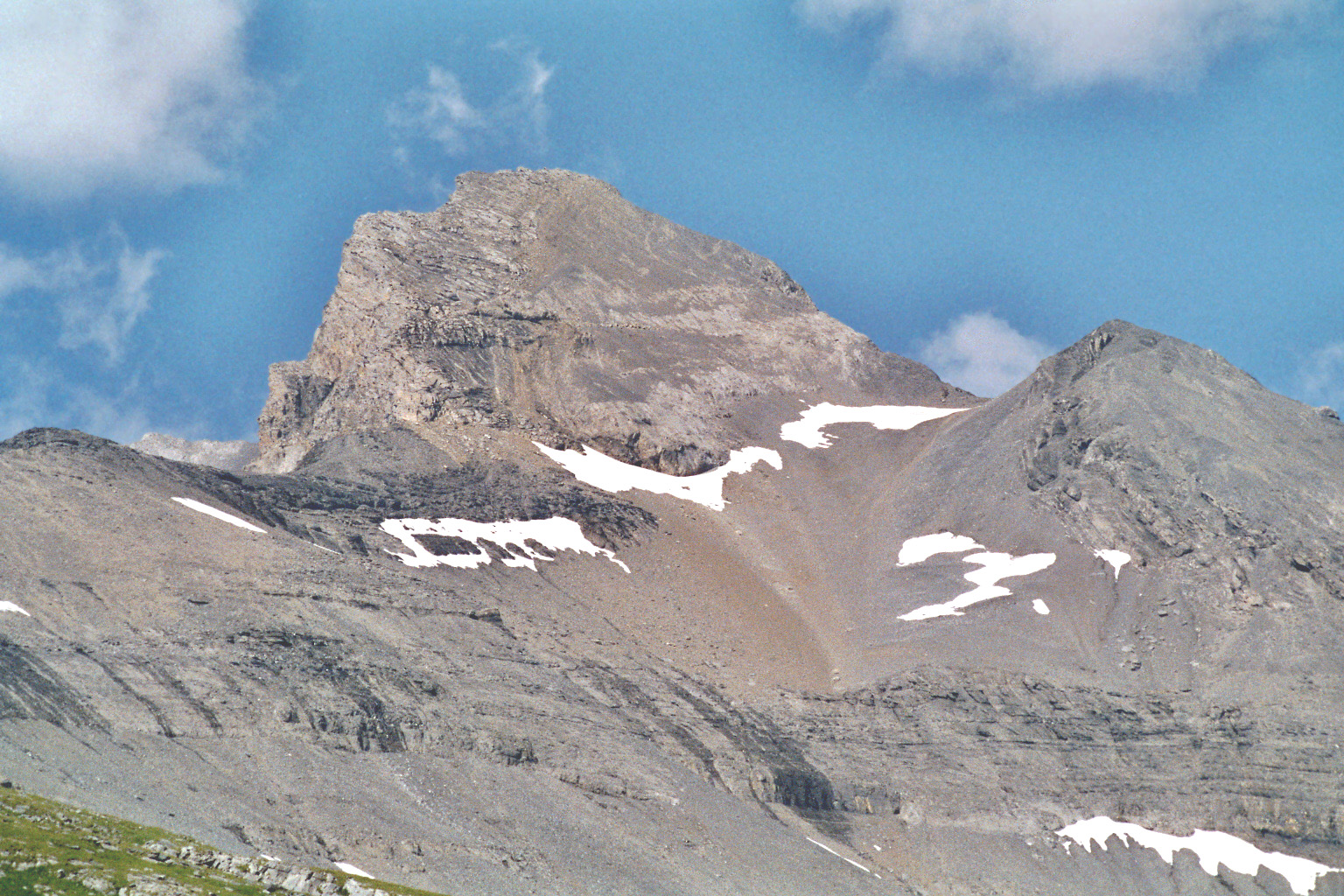
Haute cime dos Dentes do Midi

Localização do «Massifs Giffre» (em francês)